# 姫狩りダンジョンマイスター
『姫狩りダンジョンマイスター』（ひめかりダンジョンマイスター）は、2009年4月24日にエウシュリーから発売された18禁RPGである。
萌えゲーアワード2009プログラム賞金賞受賞作品。
舞台はディル=リフィーナのラウルバーシュ大陸北西部であるが、作中では特に触れられていない。時代は『戦女神2』から約3年前の設定となっている。

## ストーリー
かつて、強大な力を持った魔王は一国を滅ぼしてなおも侵攻を続けるが、ついには勇者達によって滅ぼされてしまう。
魂だけとなり、消えゆくのみであった魔王は部下であった睡魔によって救われ、新たな肉体を手に入れるが、それは脆弱な人間のものだった。そのために魔力を使うこともできず、文字通りただの人間にまで成り下がってしまう。それでも再び元の身体を取り戻すため、自分を救った睡魔にリリィと名付け、地下迷宮へ向かうのであった。

## ゲームの進め方
ジャンルが示すとおり、陣取りの要素を取り入れたシミュレーションRPGとなっている。マップには拠点（無いマップも存在する）と大きさが異なる魔力の柱が存在する。魔力の柱を占拠するとそのステージ内で貯蓄できる精気が増え、配下のスタート地点となる。逆に敵に奪われているとそこから新たな敵が出現してくる。なお、難易度によって出てくるまでに掛かるターン数が異なる。主にボスを倒すか、特定拠点を占拠すればクリアーとなる。また、一部を除いて再挑戦する際はマップに対応したコインが必要となってくる。
捕獲攻撃で敵を倒すことによって捕虜にすることができる。そこから味方にするか、精気補給のための生け贄にするかが選択できる。さらに女性タイプの敵なら性魔術を行うことが可能である。
ボスなどの例外を除いてほとんどの敵を捕獲できるが、中には味方にできずに生け贄としか使えない敵も存在する。ストーリーに絡む女性キャラクターに関しては倒すだけで捕虜となる（進行状況によって捕虜になるタイミングが変わってくる場合あり）が、仲間として使うためには洗脳する必要があり、そのためには専用アイテムが必要。また、性魔術を行うと使い魔にボーナスパラメータが付くが、その周回では二度と出てこないために難易度が上昇する場合もある。
主人公のパートナーである使い魔リリィの性格のパラメーターはLAWとCHAOSの2種類があり、この2種類によってこれによって選択できる育成やルート分岐にも絡んでくる。エンディングはそれぞれの性格や姿によって分けられているため、リリィに関しては6通り（ハーレムエンドまで入れると9通り）のエンディングが存在する。
捕虜を生け贄にするか、女性タイプの敵キャラクターに対して性魔術を行うと使い魔の性格がCHAOSに傾く。更には性魔術を行える捕虜に対してもそれぞれの姿のCGが存在するが、こちらには性格は関与しない。

## 登場人物

### 主要人物
エミリオ
本作の主人公。元は魔王だったが少し前に勇者に敗れて肉体を失う。使い魔の手助けもあり新たに肉体を手に入れたのは良かったが、その肉体が脆弱な人間だったので得意な魔術はおろか戦闘すらできない。それゆえ、主人公ではあるが非戦闘員である。名前は乗っ取った人間の名であり、魔王時代の名前は不明。序盤はエミリオの仕事であった庭師を引き継いでその正体を隠している。
性格は残忍かつ狡猾であるが、選択肢によってはぶっきらぼうながらも優しい一面を見せることもある。ルートによってはヒロインの考えに感化されて変わっていく姿を見ることができる。
なお、乗っ取られる前のエミリオは全く登場しないが、コレットやシルフィーヌの会話からして非常に優しい青年であった模様。
リリィ
声 - 未来羽
睡魔で魔王の部下の1人。勇者との決戦時には幼すぎて戦闘には参加できなかったために生き残っていた。ゲーム中では特定条件を満たすことによって成長して姿を変える。成長すると以前の姿には戻れなくなる。
全ての武器を装備可能。

### ヒロイン
シルフィーヌ
声 - 猫井さくら
勇者と共に魔王を封印したユークリッド王国第三王女。魔王の体を封印している。非常に心優しい人物で乗っ取られる前のエミリオとも、身分の隔たり無しに接していた。
ルートによっては何度も敵対することもあるが、彼女の攻略ルートに乗ると洗脳せずに仲間にすることもできる。引っ込み思案な部分もあるが話術能力は高く、彼女のルートでは交換条件があるとはいえエミリオを丸め込んでいる。
武器は杖。近接攻撃では最弱だが、回復及び魔法攻撃に関しては高いパラメータを持つ。また、デフォルトで壁を無視して進める転移スキルを持つ。近接攻撃に対する防御スキルも持っているが、元の防御力が低い。
コレット
声 - 桜川未央
エミリオが人間だったころの幼馴染。元々エミリオに好意を持っており、魔王に乗っ取られた後の彼のことも変わらず見続けている。そのため、洗脳無しでプレイヤーの配下となる。ただし、プレイ次第では仲間になる前に死亡して使用不可になってしまうこともある。また人間キャラとしては唯一の性魔術対象外でもある。
一度気持ちを割り切ると全く引きずらないタイプで、攻略ルートではそれが躊躇に出ている。また、エミリオ以外のことでも自己犠牲心が強い。料理が上手で序盤で彼女から「手作り弁当」をもらうことができる。これは回復アイテムにもなり、序盤ではお世話になることも多い。イベントでのみ入手できる。
武器はナイフ。解錠と探索のスキルを持ち、移動力が高いために隠し通路などの発見には一役買って出ることが多い。また、運のパラメータが比較的高くて成長率も高いため、クリティカル発生率が他キャラと比べても高めである。速度も高めなので攻撃回数も多く、ナイフのスキルであるカウンターのおかげで一方的に攻撃することも可能。しかし、攻撃・防御面のパラメータは決して高くないので、単身侵攻させると返り討ちに遭うこともある。
ブリジット
声 - 藤堂みさき
エミリオが魔王だったころの幼馴染。魂だけ逃れた彼の噂を聞き、色々あって立ち塞がることになる。ロリでツンデレ。幼児体型なことにコンプレックスを持つ。エミリオの幼なじみであるコレットとは犬猿の仲だが、最終的には互いを認めるようになる。なお、仲間にしたあとで出現したダンジョンに再度行くと、エミリオに向けた本音の書かれた手紙を見つけることができる。
武器は足で装備は靴類。防御属性が暗黒のため、終盤に登場する神聖ユニットとはすこぶる相性が悪い。また、見た目通りに近距離戦がメインなのに打たれ弱い部分があるが、隠密スキルを持つために回避力は高い。
オクタヴィア
声 - かわしまりの
ブリジットの使い魔。抜群のプロモーションを持つ上、非常に優秀な使い魔で、エミリオも一度配下に誘っているほど。基本は無口で、使い魔だがブリジットの保護者役を担っている。素直になれないブリジットの代わりに、遠回しではあるが主人の本音を代弁することも多い。
武器は連接剣だが魔法も強力であり、リリィ同様の万能タイプ。
エステル
声 - 海月舞
シルフィーヌの幼馴染で、彼女の護衛のため隣国より派遣されている姫騎士。魔王を封印した勇者の縁者であるため、魔王復活阻止に掛ける思いは誰よりも強い。騎士道を重んじる性格だが、前者の理由により魔王軍に対しては容赦がない。
他キャラクターと違って洗脳以外で仲間になることはなく、エンディングを見る場合は最後まで敵対することになる。エステルの祖国ゼイドラムはユークリッド王国を占領しようと目論んでおり、その先遣隊として派遣されているという裏事情がある。
私生活はかなりズボラらしく、部屋が非常に汚い。その惨状はエステルの部屋と知らずに侵入したエミリオが驚愕するほど。
武器は剣。近距離は元より遠距離攻撃も持ち合わせている。
サスーヌ
声 - 水捲真魚
シルフィーヌ直属の武闘派メイド。普段は落ち着いた性格だが、シルフィーヌに危機が迫ると得意のナイフで相手を倒していく。武闘派だけあってその戦闘能力は高い。ヴィダルは実の妹。
武器はナイフ。開錠と見切りスキルを持つ。
ヴィダル
声 - 海原エレナ
シルフィーヌ直属の武闘派メイド。鋭い眼光が示すとおり、シルフィーヌの危機を回避するためなら姉同様にその身すら投げ出す。性格は姉と比べると正反対。サスーヌは実の姉。
武器は槍。こちらはサスーヌと対照的に探索とカウンタースキルが付いている。
ファム
声 - 黒岩心々
リザードマン軍団の長だが、姿は人間の女性そのもの。強さこそが全てで、ゲーム中でも倒すことによって気に入られるようになる。サブストーリーで仲間になるため、一度も会わずにEDを迎えることも可能。
武器は鉤爪。
ティオファニア
声 - 佐藤遼佳
左目に眼帯をしているエルフ族の弓使い。エステルの顔馴染で、彼女を手助けするために派遣された。相手が誰であろうと手段は選ばない。
武器は弓。対空狙撃と遠距離狙撃スキルを持つ。
ネリー
声 - 草柳順子
亜人の神官。エステルの顔馴染。優しい性格でティオファニアとは対極の位置にいるが、目的はエステルの手助け。
武器は杖。
ディアドラ
声 - くわがたみほ
派手で露出の多い服装の魔法使い。人間ではあるが、エミリオも驚くほどの魔力を有する。力がある者には非常に腰が低く、魔王復活のためにエミリオに度々協力しているが、その真意は別にある。
オークに陵辱されるも、最終的には楽しんでいたかにも思える言葉を残しており、根っからの淫乱であることが示唆されている。
年齢は不明だが、リリィからは度々オバサン呼ばわりされている。
竜の子
とあるボス撃破後に使用可能になる竜の子供。その時点での性格によって【白竜の子】か【黒竜の子】になる。
漂着した異界の姫
とある条件を満たすと出現するボスクラスの敵。倒すと自動的に捕虜となる。
武器は連接剣。

## スタッフ
- 原画 - やくり
- シナリオ - 高杉九郎（たかすぎくろう）
- BGM - SAMRAI MUSIC WORKs
- 主題歌 - 織姫よぞら/クワイア「悠久のcadenza」

## 関連商品
- 姫狩りダンジョンマイスター サウンドコレクション